# Michaił Zajcew
Michaił Mitrofanowicz Zajcew, ros. Михаил Митрофанович Зайцев (ur. 23 listopada 1923 we wsi Zawodskoj Chutor w obwodzie tulskim, zm. 22 stycznia 2009 w Moskwie) – radziecki dowódca wojskowy, generał armii (1980), Bohater Związku Radzieckiego (1983).

## Życiorys
Urodził się w rodzinie chłopskiej. Po ukończeniu szkoły średniej w 1941 został wezwany do odbycia służby wojskowej. Został skierowany na kurs łączności specjalnej, po ukończeniu którego w maju 1942 został skierowany na front. Zajmował kolejno stanowiska zastępcy i pierwszego zastępcy szefa sztabu brygady pancernej, starszego pomocnika szefa oddziału sztabu korpusu pancernego. Brał udział w walkach na Frontach: Zachodnim, Woroneskim, Briańskim, Centralnym oraz 1 Ukraińskim. Uczestniczył w wielu operacjach wojskowych, m.in. na łuku kurskim, w operacjach: lwowsko-sandomierskiej, wiślańsko-odrzańskiej, berlińskiej i praskiej.
Po wojnie pełnił służbę jako szef wydziału w sztabie dywizji powietrznodesantowej, potem na takim samym stanowisku w dywizji pancernej, był szefem sztabu oraz zastępcą dowódcy dywizji pancernej. W 1955 ukończył studia w Akademii Wojsk Pancernych, a w 1965 – w Wojskowej Akademii Sztabu Generalnego. Od 1965 dowodził dywizją pancerną. Od listopada 1968 był szefem sztabu armii pancernej, a od grudnia 1969 – dowódcą armii pancernej.
Od sierpnia 1972 był pierwszym zastępcą dowódcy – a od maja 1976 – dowódcą Białoruskiego Okręgu Wojskowego. Od 22 października 1980 do 6 lipca 1985 był Głównodowodzącym Grupy Wojsk Radzieckich w Niemczech. 4 listopada 1980 awansował na stopień generała armii. Od 1985 był Głównodowodzącym wojsk Południowego Kierunku Operacyjnego. Od 1989 był w grupie generalnych inspektorów Ministerstwa Obrony ZSRR. W 1992 przeszedł do rezerwy.
Mieszkał w Moskwie i tam zmarł. Został pochowany na Cmentarzu Trojekurowskim w Moskwie
Był deputowanym do Rady Najwyższej ZSRR 10 i 11 kadencji. W latach 1981–1989 był członkiem Komitetu Centralnego KPZR.

## Odznaczenia
- Medal Złota Gwiazda (nr 10753) Bohatera Związku Radzieckiego (22 listopada 1983) – „za wielki wkład w podwyższenie stopnia gotowości bojowej wojsk, umiejętne dowodzenie nimi, za osobiste męstwo i odwagę przejawione w czasie Wielkiej Wojny Narodowej oraz w związku z 60-tą rocznicą urodzin”
- Order Lenina – dwukrotnie
- Order Rewolucji Październikowej
- Order Czerwonego Sztandaru – dwukrotnie
- Order Wojny Ojczyźnianej I stopnia – dwukrotnie
- Order Wojny Ojczyźnianej II stopnia – dwukrotnie
- Order Czerwonej Gwiazdy – dwukrotnie